# Juan Martínez de la Parra
Juan Martínez de la Parra (Huejotzingo, 1653 - México, 1701) fue un jesuita novohispano, afamado predicador y renovador de la catequística en lengua española.

## Biografía
Originario de la diócesis de Puebla, Juan Martínez de la Parra fue hermano de José Martínez de la Parra y primo de José Gómez de la Parra, nombrado obispo de Cebú, en Filipinas, justo antes de fallecer. En 1668, ingresó en la Compañía de Jesús en su Provincia de la Nueva España. Luego de terminar sus estudios de teología, fue enviado en 1677 por sus superiores a Ciudad Real junto a Juan de Olavaria para facilitar el establecimiento de los jesuitas en la ciudad chiapaneca. Pese a un recibimiento favorable, los religiosos suscitaron el descontento del obispo Marcos Bravo de la Serna. Como consecuencia, Martínez de la Parra fue trasladado al colegio jesuita de Guatemala, donde enseñó filosofía. 
Al comienzo de la década de 1680, Juan Martínez de la Parra fue llamado de vuelta a México por sus cualidades de orador sagrado. Afectado a la Casa Profesa, el jesuita inició un periodo de intenso labor apostólico con numerosas predicaciones en la capital virreinal. A raíz de una reestructuración interna al establecimiento jesuita, Martínez de la Parra fue desplazado en 1690 de la oratoria al catecismo. Desde su nuevo ministerio, elaboró una nueva fórmula catequística que llegó a colmar las expectativas de renovación tanto del clero como de los fieles. Desde del virreinato, la obra catequística de Martínez de la Parra se exportó en España donde tuvo gran éxito con más de 30 reediciones. El jesuita murió el miércoles 14 de diciembre de 1701 en México, donde fue enterrado con honores.

## Publicaciones

### Sermones
- Martínez de la Parra Juan, Sermón panegyrico, elogio sacro de San Eligio obispo de Noyons, México, Imp. Viuda Ribera, 1686.
- Martínez de la Parra Juan, Sermón panegírico. Sepulcral elogio de el admirable seraphin, México, Imp. Viuda Ribera, 1688.
- Martínez de la Parra Juan, Sermón panegyrico a las virtudes y milagros de el prodigioso apóstol de la India, México, Imp. Viuda Calderón, 1690.
- Martínez de la Parra Juan, Oración fúnebre que en las anuales honras, que por mandado y reales expensas de Nuestro Catholico Rey, México, Imp. Guillena Carrascoso, 1696.
- Martínez de la Parra Juan, La nada y todas las cosas, unidas en la santidad admirable de […] S Francisco de Assis, México, Imp. Benavides, 1698.
- Martínez de la Parra Juan, Memoria agradecida a la dedicación del nuevo sumptuoso retablo del Salvador, México, Imp. María Benavides, 1698.

### Luz de verdades católicas (ediciones prínceps)
- Martínez de la Parra Juan, Luz de verdades catholicas y explicación de la doctrina christiana, México, Imp. Fernández de León, T.I, 1691.
- Martínez de la Parra Juan, Luz de verdades católicas y explicación de la doctrina christiana, México, Imp. Diego Fernández de León, 1692, T. II.
- Martínez de la Parra Juan, Luz de verdades católicas y explicación de la doctrina christiana, México, Imp. José Guillena Carrascoso, 1696, T. III.